# Denis Vavro
Denis Vavro (* 10. dubna 1996 Partizánske) je slovenský profesionální fotbalista, který hraje na pozici středního obránce za německý klub VfL Wolfsburg, kde je na hostování z Kodaně, a za slovenský národní tým.

## Klubová kariéra
Svou fotbalovou kariéru začal v MŠK Žilina. V sezóně 2016/17 získal se Žilinou ligový titul.
V srpnu 2017 přestoupil do dánského klubu FC Kodaň, kde se setkal s krajanem Jánem Gregušem. V sezóně 2018/19 vyhrál s Kodaní ligový titul.
V července 2019 přestoupil Vavro do týmu Serie A, do římského Lazia za údajnou přestupní částku 10 milionů eur.
V italské nejvyšší soutěži odehrál Vavro jen 13 utkání a v lednu 2021 odešel na hostování do konce sezony do španělského prvoligového klubu SD Huesca.
Poté, co se nedokázal prosadit v dresu Lazia ani v podzimní části sezóny 2021/22, se Vavro v lednu 2022 vrátil do Kodaně na půlroční hostování s opcí. Dánský celek v létě 2022 uplatnil opci na přestup a Vavro se stal kmenovým hráčem Kodaně.
V létě 2024 zamířil na hostování do německého Wolfsburgu. V květnu 2025 byla uplatněna možnost přestupu a Vavro podepsal dvouletý kontrakt.

## Reprezentační kariéra
Se slovenskou „jedenadvacítkou“ slavil Vavro v říjnu 2016 postup z kvalifikace na Mistrovství Evropy 2017 v Polsku. Trenér Pavel Hapal jej zařadil v červnu 2017 do 23členné nominace na šampionát v Polsku.
V lednu 2017 jej trenér Ján Kozák nominoval do slovenské reprezentace složené převážně z ligového výběru pro soustředění ve Spojených arabských emirátech, kde mužstvo Slovenska čekaly přípravné zápasy s Ugandou a Švédskem. Debutoval 8. ledna v Abú Zabí proti Ugandě (porážka 1:3, vstřelil jedinou branku svého týmu) a byl i u vysoké prohry 0:6 12. ledna proti Švédsku.
Do slovenské reprezentace se Vavro vrátil v roce 2019, kdy začal pravidelně nastupovat v základní sestavě.
V létě 2021 byl Vavro nominován na EURO 2020, na závěrečném turnaji si ale i kvůli nakažení covidem-19 nezahrál.
Vavro následně čekal na další reprezentační start téměř dva roky, do týmu se vrátil až v březnu 2023, kdy nastoupil do utkání proti Bosně. Se slovenskou reprezentací pod vedením italského trenéra Calzony postoupil na závěrečný turnaj EURO 2024 do Německa.
Vavro byl zařazen do slovenského týmu pro EURO 2024 a nastoupil ve středu obrany ve všech zápasech; se Slovenskem postoupil až do osmifinále, kde Slováci prohráli s Anglií 2:1 po prodloužení.

### Reprezentační zápasy a góly
Góly Denise Vavra za A-mužstvo Slovenska
| 010                 | 8. 1. 2017 | Armed Forces Sport Club Stadium, Abú Zabí, SAE | Uganda | 00:1 | 3:1 | přípravný zápas |
| Platí k 27. 8. 2017 |            |                                                |        |      |     |                 |